# アンサルド A.1

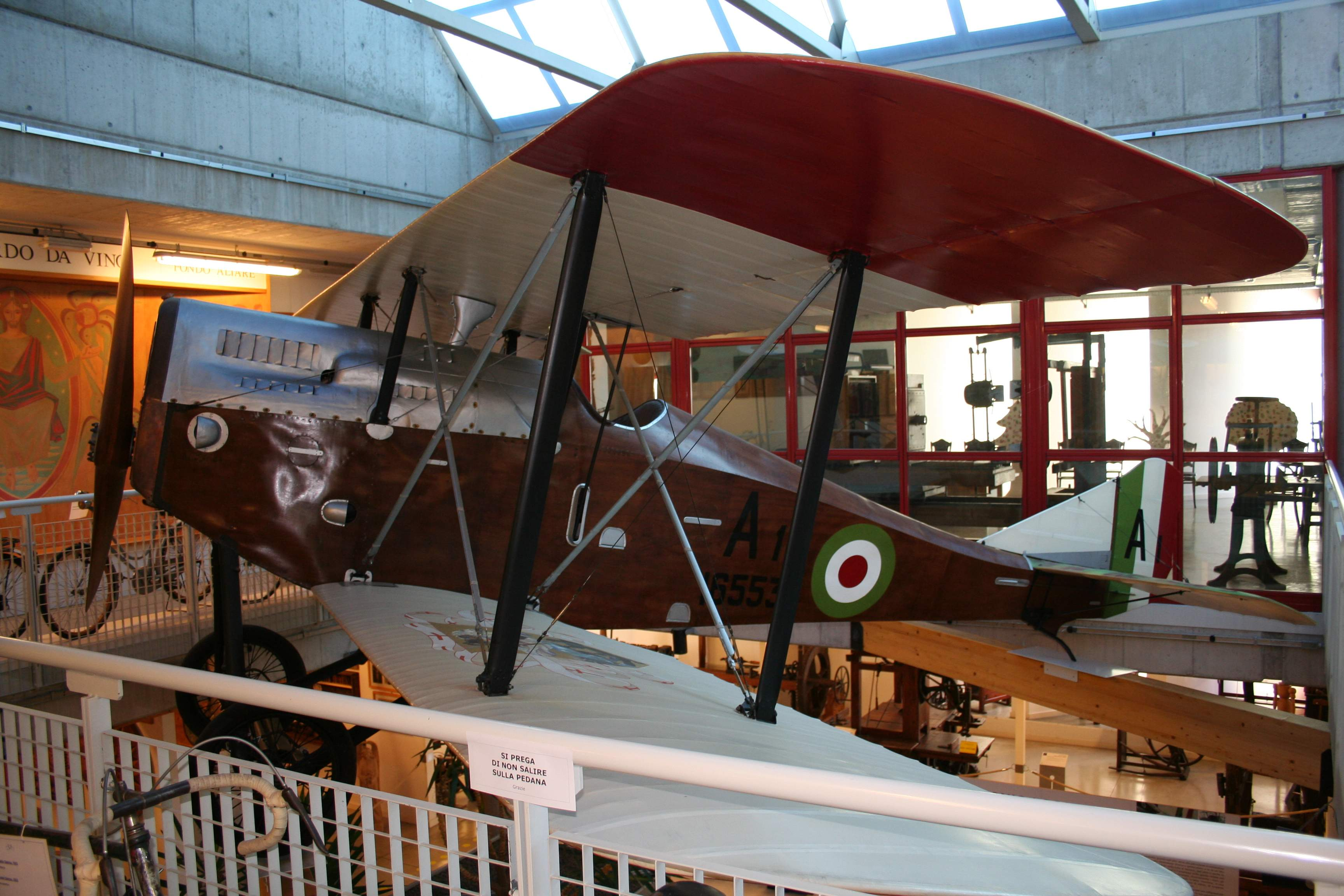
Um Ansaldo A.1 Balilla

アンサルド A.1 バリッラ（イタリア語: Ansaldo A.1 "Balilla"）は第1次世界大戦のイタリアの戦闘機である。本格的に実戦に参加する前に戦争は終了した。イタリアの最初の国産戦闘機である。ポーランドとソビエトの両国に輸出され、1919年からのポーランド・ソビエト戦争で使われた。
アンサルドは偵察機として成功したSVA.5を量産したが、SVA.5は戦闘機としては適していなかった。設計者のジュゼッペ・ブレッツィ(イタリア語: Giuseppe Brezzi)はSVA.5の設計を見直した。下翼の面積を増加させ桁構造を変更し、空気抵抗は増えることになったが、翼の剛性を増し、応力を減少させた。エンジンは200馬力に増強され、火災を起こした時に燃料タンクを切り離しができるようにされた。
最初のプロトタイプは1917年7月に完成したが、空軍が承認したのは12月になった。テストパイロットたちは評価に熱心ではなかった。SVA.5よりは性能が向上していたが、イタリア空軍が使用していたフランスの戦闘機に比べて操縦性は劣っていた。そのため翼面積や昇降舵の面積の増加などがテストされ、エンジンの出力も10%増強された。イタリア空軍は改良したA.1bisを発注し、さらに評価するために91飛行戦隊に配備した。
パイロットたちの評価は、一方でその速度性能は印象的であったが、機動性に劣り、操縦は難しいというものであったが、旧式機と代替するために、A.1は採用された。
最初の100機の注文分は1918年7月に部隊配属された。第一戦に配備されることはなく、地域防衛の任務についた。終戦の前の4ヶ月間にA.1が記録した撃墜はオーストリアの偵察機、1機だけであった。この間、アンサルドはバリッラと命名して、イタリアの各都市で宣伝飛行し、8月にはイタリア空軍のエース、アントニオ・ロカテリに寄付したが、故障により不時着しロカテリが捕虜になる結果を招いた。イタリア空軍は100機の追加発注を行い、それらは終戦までに完成した。休戦時に186機が配備されていたが、47機は練習機部隊に残され、残りは退役することになった。
1919年、ポーランドの軍需委員会がイタリアを訪れ、10機の評価用の機体が購入され、1920年1月ワルシャワに送られた。アメリカの志願兵を含むポーランド軍のパイロットは高速性と航続性能を評価し、イタリアのパイロットが嫌った操縦性も好評であった。5月25日にA.1は前線に送られた。ウクライナでの赤軍の反撃によって、1機を除いて失われたがポーランド政府は25機を追加注文し、100機のライセンス生産の契約を結んだ。追加の機体の到着は戦闘終了後となり、ルブリンの工場でライセンスした機体は1921年7月に36機がロールアウトした。
ルブリン工場製の機体は、イタリア製より80kgほど重量が増加し、しばしばエンジンの故障を起こし、溶接の品質の問題を起こした。9回の重大事故を含む、多くの事故を起こした。1924年に契約は80機に減らされ、その直後に生産終了した57機だけで契約はキャンセル
された。翌年、運用中の機体から武装が取り外され、1927年までに全機、退役した。
1920年にロシアの白軍が30機を発注し、18機が1922年4月に引き渡された。ハルキウ地域やバルト海、黒海で1928年まで使用された。1921年ラトビアも13機を購入し、寒冷地装備がなされた。
戦争の終了によって、小さくなった需要を求めてアンサルドは南北アメリカでの宣伝活動を行った。1919年に6機をアメリカ合衆国に送り、個人向け需要を得ようとした。高速性能は記録挑戦者の関心をよんで、1920年にアメリカのパイロット、エディー・リッケンバッカーの操縦によって国内記録を樹立し、エンジンをカーティス D-12に換装した機体は1921年のピュリツァー・エア・レースで3位になった。
アルゼンチンからウルグアイに4機がツアーを行うが両国から発注は得られず、ペルー、ホンジュラスでも商談は成立しなかった。アンサルドはA.1の生産をあきらめ、程なくしてフィアットに吸収された。

## 要目
- 乗員：1名
- 全長：6.84 m
- 全幅：7.68 m
- 全高：2.53 m
- 翼面積：21.2 m2
- 空虚重量：640 kg
- 全備重量：885 kg
- エンジン： SPA 6A エンジン, 164 kW (220馬力)
- 最高速度：220 km/h
- 巡航高度：5,000 m
- 航続距離：660 km
- 上昇率：2.7 m/s
- 武装
  - 機銃：2 × 7.7mm ヴィッカース機銃